# Municipio de Buffalo Hart (Misuri)
El municipio de Buffalo Hart (en inglés: Buffalo Hart Township) es un municipio ubicado en el condado de McDonald en el estado estadounidense de Misuri. En el año 2010 tenía una población de 442 habitantes y una densidad poblacional de 13,39 personas por km².

## Geografía
El municipio de Buffalo Hart se encuentra ubicado en las coordenadas 36°44′29″N 94°35′11″O / 36.74139, -94.58639. Según la Oficina del Censo de los Estados Unidos, el municipio tiene una superficie total de 33 km², de la cual 33 km² corresponden a tierra firme y (0 %) 0 km² es agua.

## Demografía
Según el censo de 2010, había 442 personas residiendo en el municipio de Buffalo Hart. La densidad de población era de 13,39 hab./km². De los 442 habitantes, el municipio de Buffalo Hart estaba compuesto por el 86,88 % blancos, el 3,17 % eran amerindios, el 2,71 % eran asiáticos, el 1,81 % eran de otras razas y el 5,43 % eran de una mezcla de razas. Del total de la población el 2,04 % eran hispanos o latinos de cualquier raza.